# Caiga quien caiga
Caiga quien caiga (tradução: Caia Quem Cair), também conhecido como CQC, é um programa de televisão argentino, que transmitido pelo canal El Trece. O formato do programa pertence à produtora Cuatro Cabezas. Na Europa, o formato foi adquirido por Globomedia em 1996 na Espanha e na Itália (onde é conhecido como Le Iene Show), em 1997. O formato foi vendido posteriormente para Israel, França, Chile, México, Equador, Portugal, Brasil e os Estados Unidos.
É um resumo de notícias semanal que aborda a política, esportes e entretenimento com um olhar bem-humorado e satírico.
Cada semana, a partir de um estúdio ao vivo, um trio apresenta notas para mostrar a realidade de forma muito diferente à notícia de que o hábito tradicional.
Tem como fórmula fazer entrevistas com as perguntas menos convenientes e mais incômodas, levando celebridades às mais inesperadas reações.

## CQC no Mundo

### Argentina

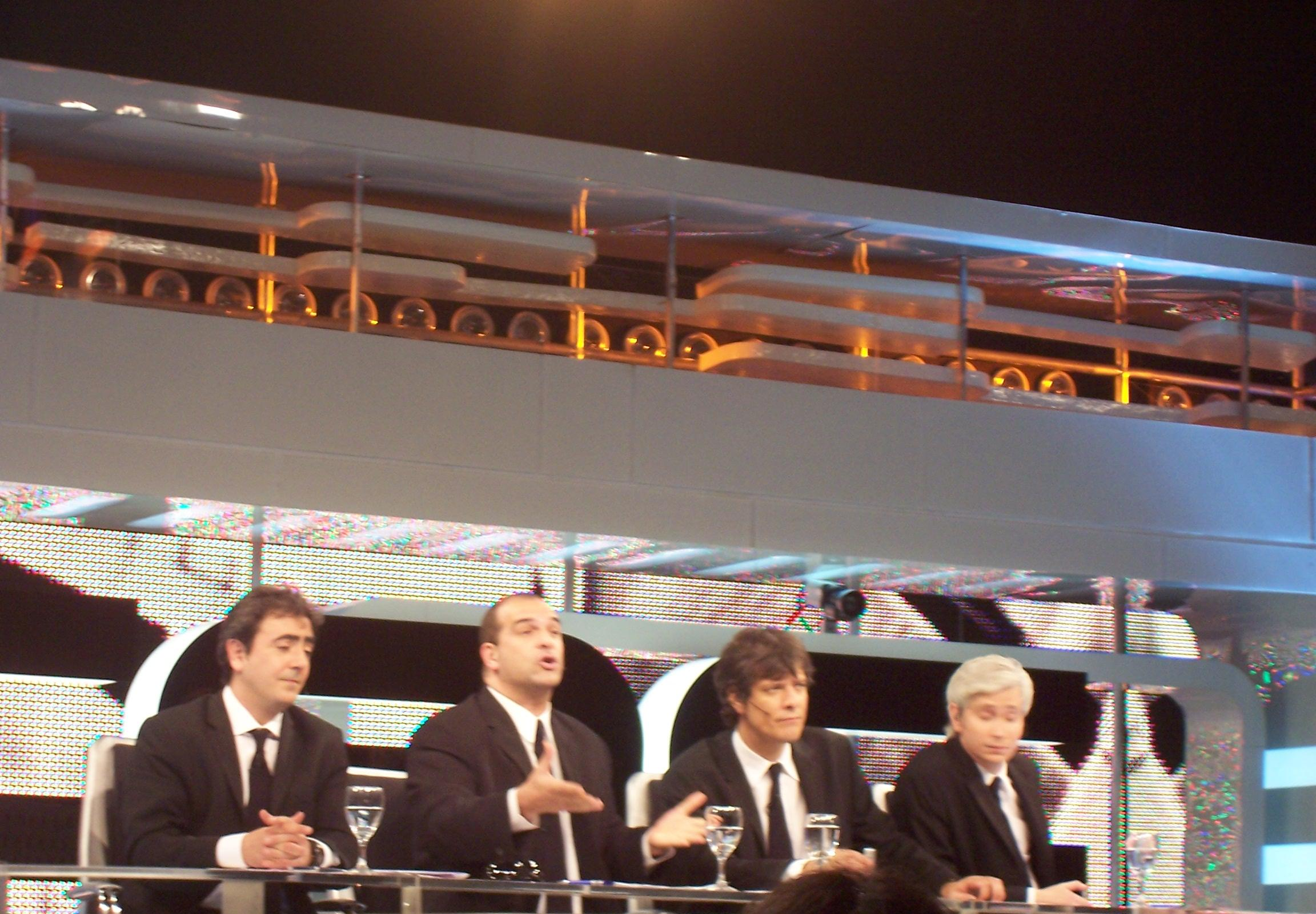
Eduardo de la Puente, Nacho Goano, Mario Pergolini e Juan Di Natale

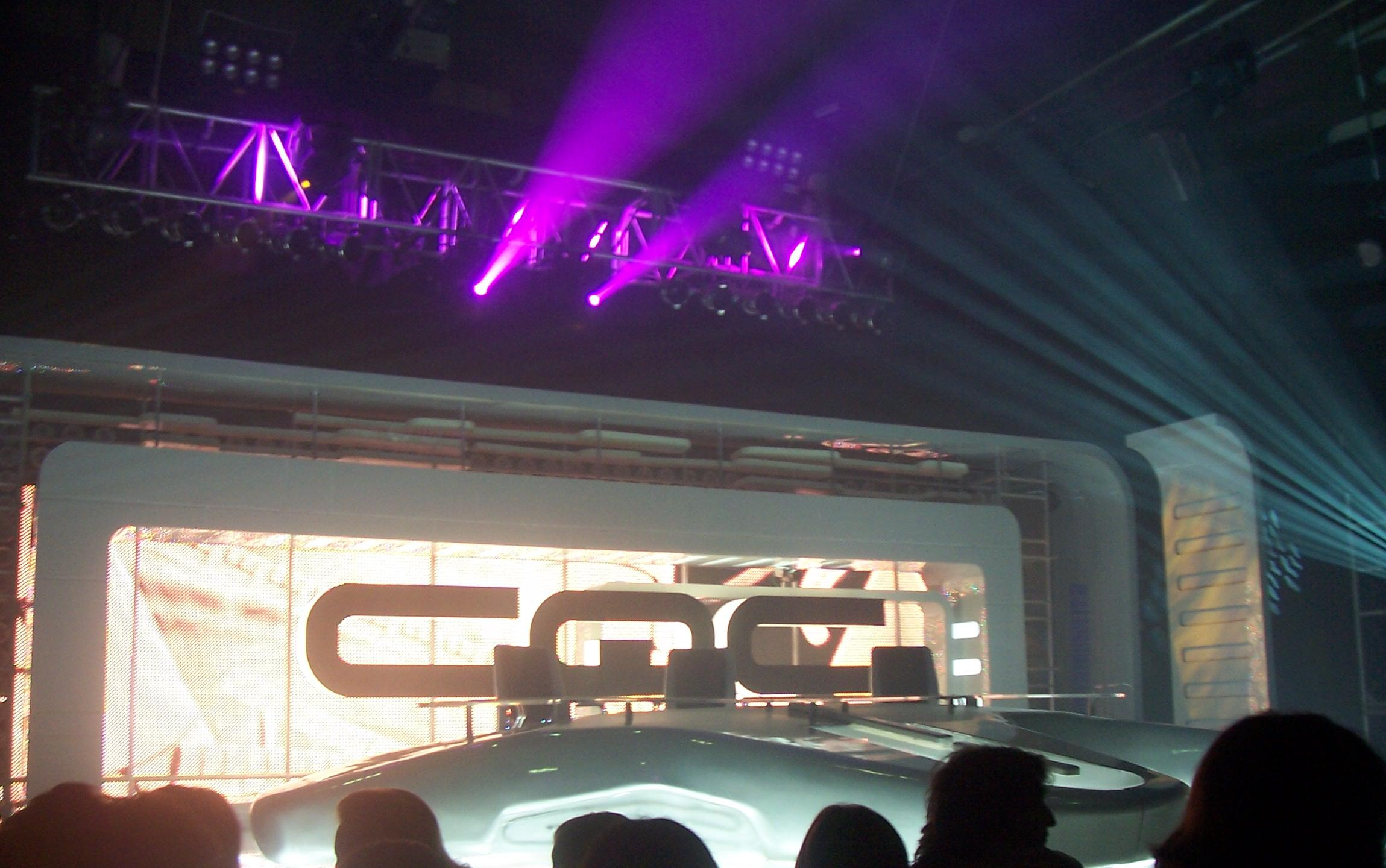
Estúdio do programa na Argentina

A edição argentina do CQC foi a primeira realizada, que logo se expandiu pela América e pela Europa. No começo seus apresentadores eram Mario Pergolini, Eduardo de la Puente e Juan Di Natale, além do colunista esportivo Nacho Goano, que deixou o CQC para apresentar o Area 18, programa esportivo da TyC Sports.
Começou a ser exibido na América TV em 1995. Esta primera etapa culminou, em 1999, com um programa especial transmitido a partir do Teatro Gran Rex, de Buenos Aires. Em 2001, houve uma edição especial no mesmo teatro em preparação para a chegada do CQC ao Canal 13. Em 2005, o Canal 13 contratou  Marcelo Tinelli, objeto de comentários incisivos no programa devido a uma antiga rixa que tem com Mario Pergolini. Isso foi razão para que o CQC e todos os shows da produtora Cuatro Cabezas firmassem contrato com a Telefe. Hoje o CQC é exibido nesse canal nas segundas-feiras às 23h15.
Entre seus repórteres da etapa do América TV estão Andy Kusnetzoff, Daniel Malnatti, Gonzalo Rodríguez e Daniel Tognetti; da etapa do Canal 13, Clemente Cancela, Diego Della Salla, Guillermo López, Daniel Malnatti e Gonzalo Rodríguez; e da etapa da Telefe, Guillermo López, Gonzalo Rodríguez, Clemente Cancela, Diego Iglesias e Daniel Malnatti, esse último que deixou o programa em 2007 para trabalhar no noticiário Telenoche. Em 2008, juntou se a eles Pablo Camaití.
Em 2009 Ernestina Pais substitui Mario Perlgolini e Gonzalo Rodríguez a Eduardo de la Puente. Do trio original somente Juan Di Natale ainda continua no comando do programa.

### Itália
Conhecido como Le Iene ("As hienas"),  é transmitido pelo canal Italia 1 desde 1996. É um dos poucos CQCs apresentado por uma mulher: Ilary Blasi, juntamente com Teo Mammuccari. É a versão precursora do quadro CQTeste.

### Portugal e EUA
A produtora argentina Eyeworks-Cuatro Cabezas, criadora do programa, vendeu os direitos para emissora portuguesa TVI, que começou a exibir o programa dos "homens de preto" a partir de outubro de 2008.
Um piloto, com os apresentadores Greg Giraldo, Zach Selwyn e Dominic Monaghan (de Lost e O Senhor dos Anéis ), foi gravado para a possível versão norte-americana, sem previsão para ir ao ar. Na ocasião, os três entrevistaram o candidato democrata Barack Obama .

### Brasil
No Brasil existe desde 2008 e exibido pela Rede Bandeirantes. Foi apresentado por Marcelo Tas e posteriormente por Dan Stulbach, tendo como repórteres, Mauricio Meirelles, Lucas Salles, Juliano Dip e Erick Krominsk. Rafinha Bastos, Danilo Gentili, Felipe Andreoli, Oscar Filho e Monica Iozzi também já fizeram parte do elenco. Rafinha, que dividia as funções de repórter e apresentador, foi demitido por causa de uma piada polêmica envolvendo a cantora Wanessa; Gentili, saiu para comandar seu talk-show, Agora é Tarde, na mesma emissora. Rafael Cortez deixou a atração em 2012 para apresentar seu programa Got Talent Brasil, na Rede Record. Cortez voltou para o programa em 2015, desta vez para fazer parte da bancada.
Em dezembro de 2015, a assessoria da Band informou que o programa será descontinuado durante o ano de 2016, com demissão de todo elenco e que retornaria no ano de 2017 o que acabou não se concretizando.